# Будиголош
Будиголо́ш — село в Україні, у Золочівському районі Львівської області. Населення становить 74 особи. Орган місцевого самоврядування — Буська міська рада.